# Csíkszentkirályi kincs
A csíkszentkirályi kincs egy nagy értékű ezüstkincs, amelyet Csíkszentkirály környékén tártak fel.
Ez a meglehetősen nagy értékű ezüstkincslelet egy robbantás során került a felszínre, 1954-ben. A lelet 15 kupából, 2 karperecből, 2 pénzérméből, valamint 1 fibulából áll, amely egy művészien kidolgozott, aranyozott kincs, összesen 3,650 kg. A lelet napjainkban a Bukaresti Régészeti Múzeumban kereshető fel, Csíkban pedig a másolatát őrzik. A Bukarestben dolgozó történészek dák kincsnek gondolják, a magyar történészek ellenben megegyeznek abban, hogy szarmata eredetű. Keletkezését az i. e. 1. századra teszik.

## Külső hivatkozások
Erdélyi Turizmus